# Gastrancistrus clavatus
Gastrancistrus clavatus är en stekelart som först beskrevs av Thomson 1876.  Gastrancistrus clavatus ingår i släktet Gastrancistrus och familjen puppglanssteklar. Arten är reproducerande i Sverige. Inga underarter finns listade i Catalogue of Life.